# Johannes Brahms
Johannes Brahms (Hamburg, 1833. május 7. – Bécs, 1897. április 3.) német zeneszerző. A romantika korában élt, de tudatosan a bécsi klasszikus zenei formákhoz nyúlt vissza.

## Élete

### Fiatalkora, tanulmányai

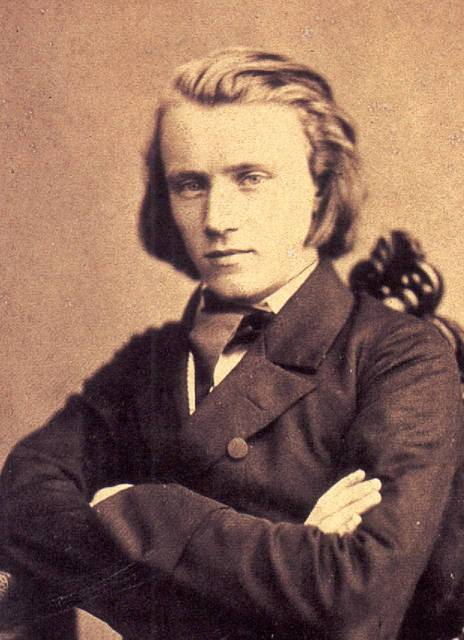
A fiatal Brahms 1853-ban

Johannes Brahms Hamburg bordélynegyedében született. Apja, Johann Jakob Brahms (1806–1872), aki több hangszeren is játszott, 1826-ban települt a városba, Johannes a második gyermeke volt. A jó családból származó édesanya, Johanna Henrike Christiane Nissen tizenhét évvel volt idősebb az apánál. A gyermek Brahms 1840-ben zongoraórákat kezdett venni Otto Friedrich Willibald Cossel zongoratanárnál, aki három évvel később átengedte saját kiváló mesterének, Eduard Marxsennek. Rögtön megmutatkozott játékosi és alkotói tehetsége is.
Tizenhárom éves korában a kikötői negyed kocsmáiban játszott élelemért meg némi bérért. A prostituáltak világa egész életét végigkísérte, a bécsi években is „otthonos” volt benne.
Tizenhét éves korában megismerkedett Reményi Ede magyar hegedűművésszel. Reményi egyike volt azoknak, akiknek a szabadságharcban való részvételükért menekülniük kellett. Reményi Görgei Artúr hegedűse volt. Brahms Reményi zongorakísérője lett, 1852 elején közös hangversenykörútra is indultak. A körút során megismerkedett Joachim Józseffel, aki első hegedűsként a hannoveri királynál szolgált. Joachimnak nagyon tetszett Brahms zongorajátéka és zongorára írt esz-moll scherzója, és Liszt Ferencnek írt ajánlólevéllel látta el a fiatalembert.
Weimarban Liszt szívélyesen fogadta Reményit és Brahmsot. Liszt egy legenda szerint megsértődött Brahmsra, amiért nem méltatta eléggé h-moll szonátáját (elaludt rajta). Reményi, akinek egy ünnepelt zenész jóindulata sokat számított, megszakította az együttműködést Brahmsszal. Brahms nem térhetett vissza Hamburgba, ahol apja elvárta, hogy megálljon a saját lábán. Így történt, hogy Joachim és Brahms, a két fiatal zenész életre szóló barátságot kötött.

### Az érett Brahms

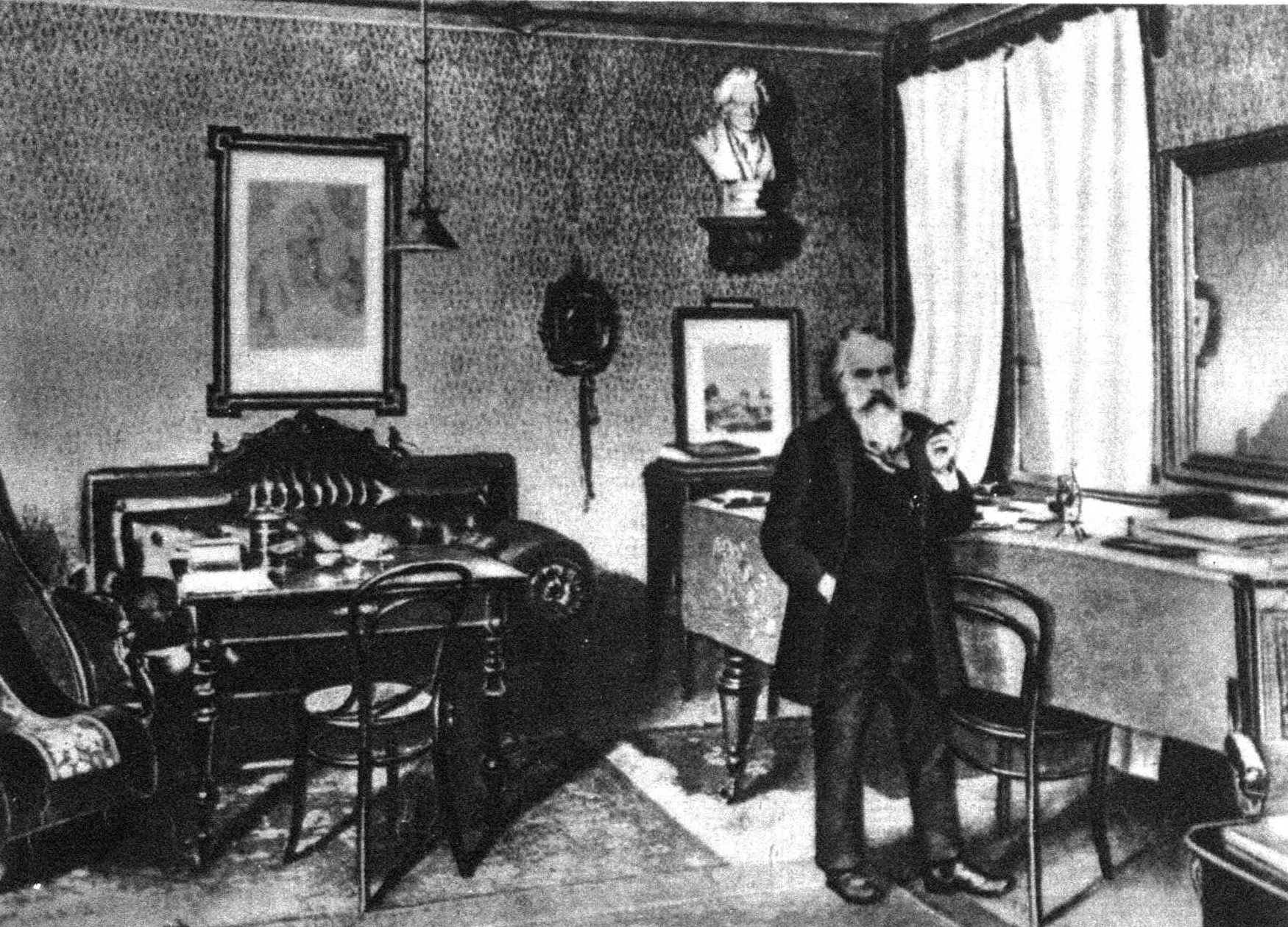
Bécsi dolgozószobájában

Brahms az ötvenes években alkotta meg első nagyobb szabású művét, az I. (d-moll) zongoraversenyt, amelyet eredetileg két zongorára komponált, ámde a mondanivaló súlya versenyműformát követelt meg. A mű az ősbemutatóján megbukott, mivel a közönség eleinte nem tudott mit kezdeni az alapvetően archaikus Brahms-stílussal, csak később fedezték fel a zene értékeit, s így a mű is csak idővel nyerte el a neki járó elismertséget.
A következő jelentős számú együttesre írt alkotás a Német requiem volt, amelyen a komponista több mint egy évtizedig dolgozott, s amit 1868-ban mutattak be. A héttételes kompozícióban a főszerepet a kórus játssza, amely szólamaiban a legnemesebb német hagyományokra (Bach és Schütz) utal. Ahogyan a cím is mutatja, Brahms nem a hagyományos latin nyelvű gyászmise szövegét dolgozta fel, hanem zsoltárok és más vallásos szövegek lutheránus német fordítását.
Brahms a szimfónia műfajában csak igen későn kezdett el ténylegesen tevékenykedni, 1. szimfóniáját – több mint két évtizedes érlelés után – 1876-ra fejezte be. Habozásának oka az volt, hogy – ahogyan azt a szerző maga is bevallotta – sokáig nem voltak eredeti ötletei, s Beethoven lépteit hallotta a háta mögött. Ez egyébként a szerző rendkívüli önkritikáját is mutatja. Végül is négy opusszal gazdagította a műfajt, s ezeket az utókor a Négy evangéliumként emlegeti. A 2. szimfónia – az elsővel ellentétben – igen rövid idő alatt készült el, szerzője 1876 nyarán kezdte írni, s decemberben már a bemutatót is megtartották. A mű romantikus szellemben idézi fel a Mozart-szimfóniák elbűvölően optimista szellemiségét, pasztorális nyugalma a súlyos kedélyállapotú Brahms kevés napfényes alkotása közé tartozik. A harmadikat 1883-ban fejezte be, amelyben folytatta a haydni-mozarti hagyományok felidézését, de a negyedik tételt már markáns, vérbeli romantikus tartalommal látta el. A 4. szimfónia 1884–1885 során íródott. Az utókor szerint ez Brahms legértékesebb szimfóniája, benne ugyanazon német hagyományokat követte, amelyeket a Német requiemben is felhasznált. Férfias pátosz és erő lengi át az egész alkotást. A hagyományokhoz való erőteljes kötődést mutatja, hogy a negyedik tétel variációs formában íródott Bach 150. kantátájának basszusszólamára, a barokk passacaglia jellegzetességeit hasznosítva.
Brahms csaknem utolsó percéig a zenésztársadalom aktív tagja maradt. Halálát valószínűleg májrák okozta (apja is ebben halt meg). 1897. április 6-án temették a bécsi Zentralfriedhofba.

## Munkássága

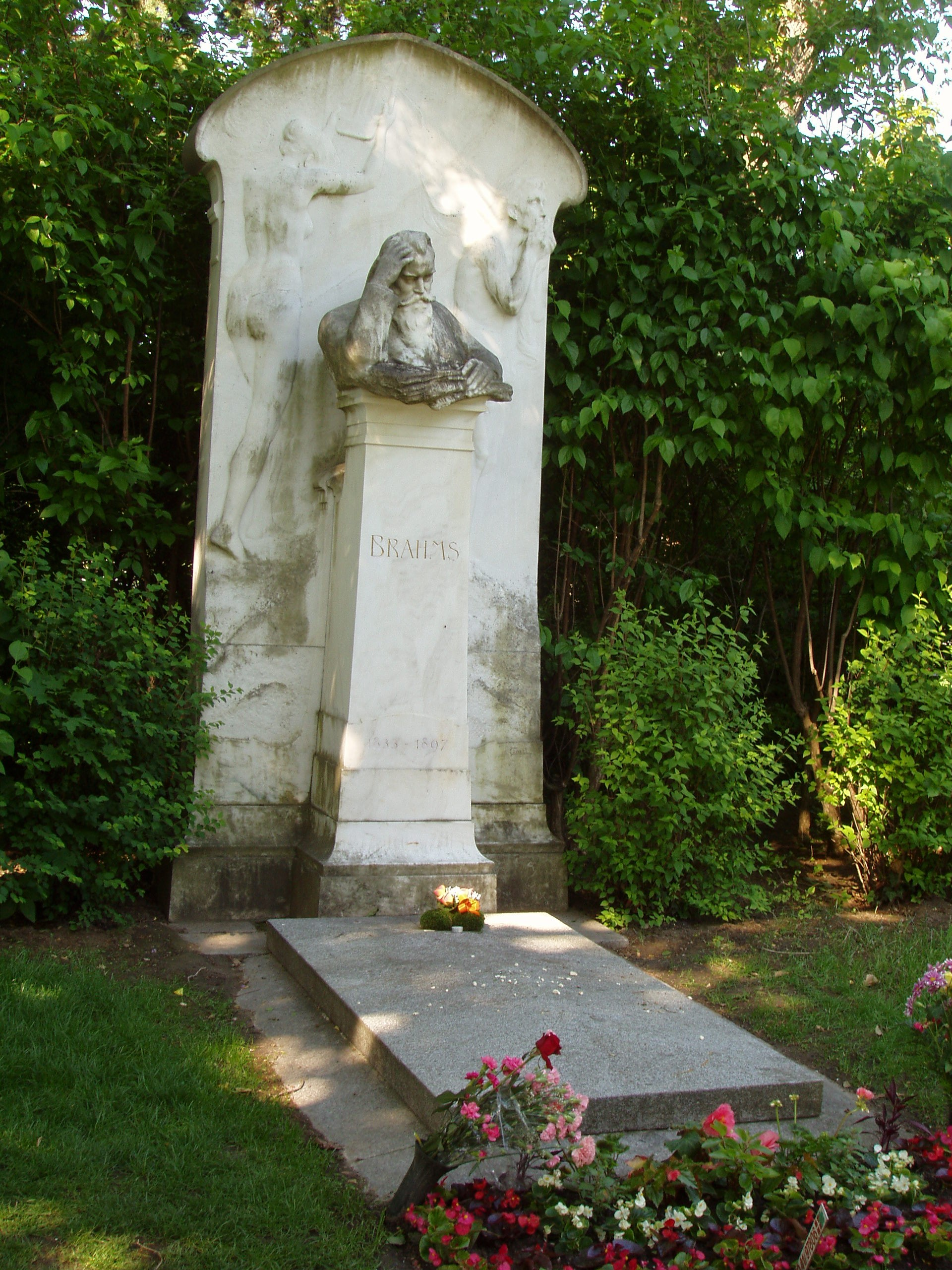
Brahms sírja

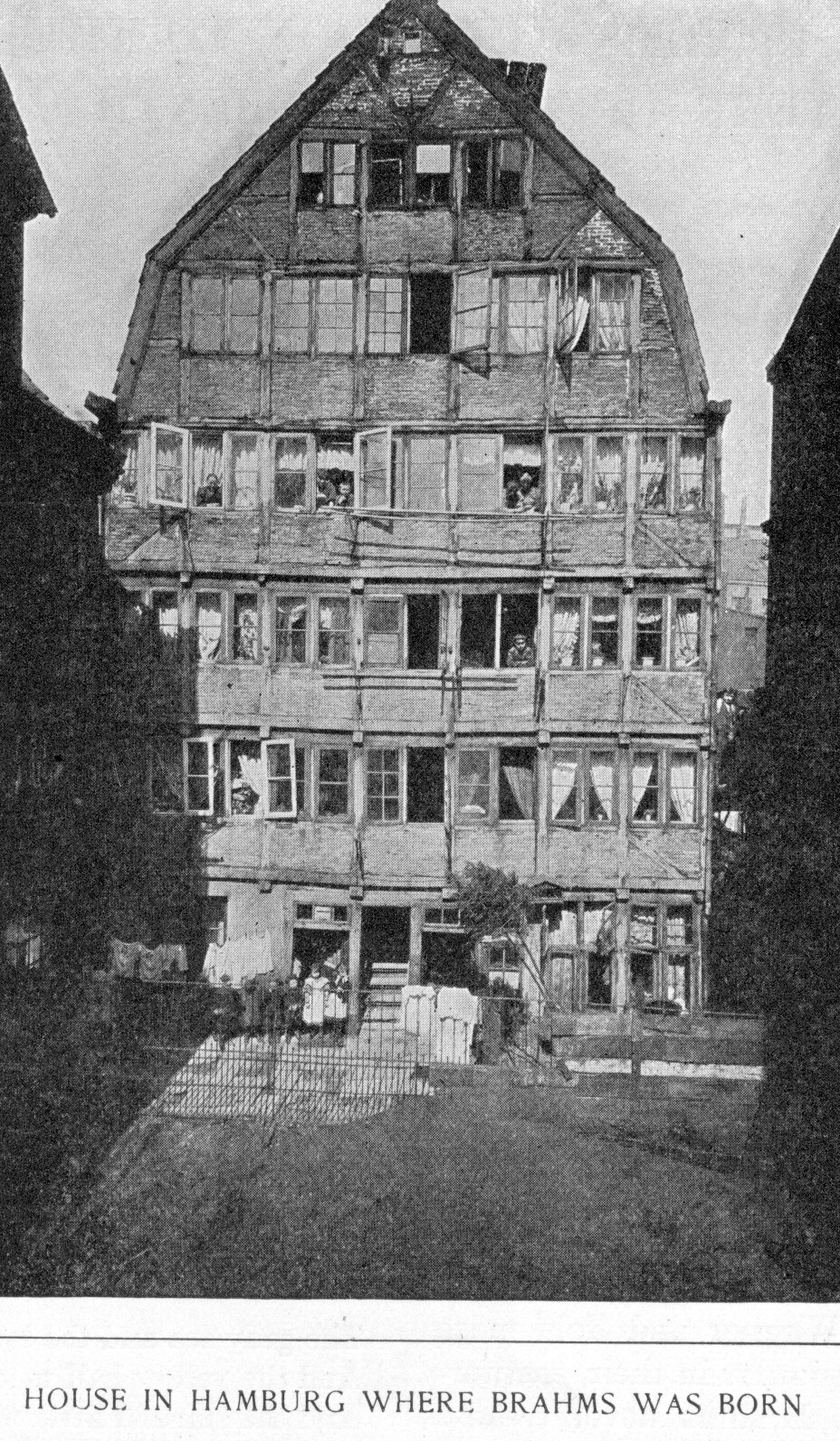
A szülőháza Hamburgban (1943-ban lebombázták)

Johannes Brahms, a 19. századbeli német zene kimagasló alkotója zenészcsaládba született Hamburgban, de élete legnagyobb részét Bécsben élte le. Kortársai kiváló pianistának ismerték el, és sokáig nem méltányolták eléggé alkotó munkásságát. Brahms tudatosan fordult szembe a romantikus zenei irányzattal, a főleg Liszt és Wagner által képviselt  „új német iskolával”, amit formabontónak tartott; ő az eszményeit a nagy klasszikusokban kereste. Ezért csatlakozott az Eduard Hanslick zenekritikus körül kialakult, a zenei reformmozgalmat ellenző csoportba.
Ma már történeti távlatból szemlélve Brahms működését, tisztán látható, hogy művészete költőiségének alapvonásaiban éppúgy vérbelien romantikus, mint Liszté vagy Wagneré, romantikus mondanivalóját azonban klasszikus és kiegyensúlyozott formaművészetével fejezte ki. Valóban Brahms egész életművében azt a goethei egyetemességet kereste, amelyben egyensúlyba kerül a merészen egyéni mondanivaló a korszerű érzelemvilággal és nemes arányú építőművészettel. Brahms művészete ebben az értelemben tehát megtartó erő, a klasszikus formaideál továbbfejlesztése egy olyan korban, amelyben az új mondanivaló gyakran zavarosan jelentkezik, s a tartalom és a forma közötti egyensúly ingadozik.
Brahms dallamvilága gyökereiben a német népművészetre támaszkodik, költészete végső értelemben saját érzelmeit visszhangozza, műveinek súlypontján szinte gyermeki egyszerűséggel és áhítattal népi hangot üt meg. Brahms nem klasszicizáló, hanem klasszikus művész. Brahmsot közeli kapcsolatok fűzték az akkori magyar zenei élethez. Több ízben hangversenyezett Pesten, Reményi Edével közösen tett koncertkörutakat, sok magyar barátja volt. Magyaros dallamokat jegyzett fel, és ezeket közismert és népszerű Magyar táncain kívül számos más művében is feldolgozta.

## Művei

### Zenekari és versenyművei
- 1. zongoraverseny, d-moll, op. 15 (1859)
- I. szerenád, D-dúr, op. 11 (1860)
- II. szerenád, A-dúr, op. 16 (1860)
- Három magyar tánc (a 21 zongorára írott darabból az I., III. és a X. Brahms által átírva zenekarra [1873], de valamennyiből számtalan hangszerelés létezik különböző szerzőktől)
- Változatok egy Haydn-témára, op. 56a (1874)
- 1. szimfónia, c-moll, op. 68 (1876)
- 2. szimfónia, D-dúr, op. 73 (1877)
- Hegedűverseny, D-dúr, op. 77 (1879)
- Akadémiai ünnepi nyitány, c-moll, op. 80 (1880)
- Tragikus nyitány, d-moll, op. 81 (1880)
- 2. zongoraverseny, B-dúr, op. 83 (1881)
- 3. szimfónia, F-dúr, op. 90 (1884)
- 4. szimfónia, e-moll, op. 98 (1886)
- Kettősverseny hegedűre és gordonkára, a-moll, op. 102 (1887)

### Zongoraművei
- I. szonáta, C-dúr, op. 1 (1853)
- II. szonáta, fisz-moll, op. 2 (1854)
- Scherzo, esz-moll, op. 4 (1854)
- III. szonáta, f-moll, op. 5 (1854)
- Változatok egy Schumann-témára, op. 9 (1854)
- Gavotte WoO posth. 3 (1854–55)
- Két gigue, WoO posth. 4 (1855)
- Két sarabande, WoO posth. 5 (1854–55)
- Négy ballada, op. 10 (1856)
- Változatok egy saját témára, op. 21/1 (1861)
- Változatok egy magyar dalra, op. 21/2 (1861)
- Változatok egy Händel-témára, op. 24 (1862)
- Változatok egy Paganini-témára, op. 35 (1866)
- 16 keringő, op. 39 (1865)
- Magyar táncok, WoO 1 (1872, a négykezes eredeti átdolgozása)
- Nyolc zongoradarab, op. 76 (1879)
- Két rapszódia, op. 79 (1880)
- Hét fantázia, op. 116 (1892)
- Három intermezzo, op. 117 (1892)
- Hat zongoradarab, op. 118 (1893)
- Négy zongoradarab, op. 119 (1893)
- 51 zongoragyakorlat (1893)

Négy kézre
- Változatok egy Schumann-témára, Esz-dúr, op. 23 (1863)
- Magyar táncok (1869 és 1880)

### Kamarazene zongorával
- Zongoratrió, A-dúr (feltehetőleg 1853 körül, lehetséges, hogy Brahms csak kiegészítette)
- Zongoratrió Nr. 1, H-dúr, op. 8 (1854, átdolgozva 1891)
- Zongoranégyes Nr. 1, g-moll, op. 25 (1863)
- Zongoranégyes Nr. 2, A-dúr, op. 26 (1863)
- Zongoraötös f-moll, op. 34 (1865)
- Szonáta zongorára és csellóra Nr. 1, e-moll, op. 38 (1865)
- Trió kürtre, hegedűre és zongorára, Esz-dúr, op. 40 (1865)
- Zongoranégyes Nr. 3, c-moll, op. 60 (1875)
- Szonáta hegedűre és zongorára Nr. 1, G-dúr, op. 78 (1880)
- Zongoratrió Nr. 2, C-dúr, op. 87 (1880)
- Szonáta csellóra és zongorára Nr. 2, F-dúr, op. 99 (1886)
- Szonáta hegedűre és zongorára Nr. 2, A-dúr, op. 100 (1887)
- Zongoratrió Nr. 3, c-moll, op. 101 (1887)
- Szonáta hegedűre és zongorára Nr. 3, d-moll, op. 108 (1889)
- Klarinéttrió a-moll, op. 114 (1891)
- Két szonáta klarinétra és zongorára, f-moll, Esz-dúr, op. 120 (1894)
- Scherzo hegedűre és zongorára, c-moll, WoO 2

### Kamarazene zongora nélkül
- I. vonósszextett, B-dúr, op. 18 (1862)
- II. vonósszextett, G-dúr, op. 36 (1866)
- I. vonósötös, F-dúr, op. 88 (1866)
- I. vonósnégyes, c-moll, op. 51/1 (1873)
- II. vonósnégyes, a-moll, op. 51/2 (1873)
- III. vonósnégyes, B-dúr, op. 67 (1876)
- II. vonósötös, G-dúr, op. 111 (1891)
- Klarinétötös, h-moll, op. 115 (1891)

### Orgonaművek
- Fúga, asz-moll, WoO 8
- Prelúdium és fúga a-moll, WoO 9
- Prelúdium és fúga, g-moll, WoO 10
- Korálelőjáték és fúga az „O Traurigkeit, o Herzeleid“ korálra, WoO 7
- Tizenegy korálelőjáték, op. posth. 122

### Kórusművek
- Missa Canonica, op. posth. (1856-, befejezetlen) később átdolgozva az op. 74.1 motettára
- Ave Maria, op. 12 (1860)
- Begräbnisgesang, op. 13 kórusra és fúvósokra (1860), orgona változat K.M.Kommától
- Két motetta, op. 29 (1857–1860): „Schaffe in mir Gott ein rein Herz”, op. 29,2 (51,12–14 zsoltár)
- Geistliches Lied, op. 30
- Német requiem op. 45 (1866/67 és 68 (5. tétel))
- Rinaldo, op. 50 (1869)
- Schicksalslied, op. 54 (1871)
- Triumphlied, op. 55 (1871)
- Két motetta, op. 74 (1878): „Warum ist das Licht gegeben dem Mühseligen”, op. 74,1 és „O Heiland, reiß die Himmel auf”
- Fest- und Gedenksprüche a cappella, op. 109 (1888)
- Három motetta, op. 110 (1889)
- Gesang der Parzen, op. 89

### Dalok
Közel 330 dal énekhangra, életműve legterjedelmesebb része, zömmel füzetekbe rendezve. Miként kórusainál, dalainál is mindig határozott különbséget tett a strofikus dal (Lied) és az átkomponált ének (Gesang) között. Ismertebbek:
- A szép Magelone, op. 33 (1861–68; egyetlen schuberti típusú ciklusa Johann Ludwig Tieck verseire)
- Két dal althangra, op. 91 (1884; egyedülálló megoldásként zongora–brácsa kísérettel)
- Négy komoly ének, op. 121 (1896)

## Hangfelvételek
- 1. szimfónia, Op.68 – Youtube.com, Közzététel: 2015. nov. 18.
- 2. szimfónia, Op.73 – Youtube.com, Közzététel: 2015. aug. 17.
- 3. szimfónia, Op.90 – Youtube.com, Közzététel: 2018. márc. 15.
- 4. szimfónia, Op.98 – Youtube.com, Közzététel: 2013. dec. 26.
- 1. zongoraverseny, Op.15 – Youtube.com, Közzététel: 2015. febr. 8.
- 2. zongoraverseny, Op.83 – Youtube.com, Közzététel: 2017. jún. 5.
- Hegedűverseny, Op.77 – Youtube.com, Közzététel: 2017. febr. 16.
- Magyar táncok – Youtube.com, Közzététel: 2015. ápr. 16.
- Német requiem, Op.45 – Youtube.com, Közzététel: 2012. júl. 9.